# Leandro Rinaudo
Leandro Rinaudo, född 9 maj 1983 i Palermo, är en italiensk fotbollsspelare som spelar för Virtus Entella.

## Karriär
Leandro Rinaudo inledde karriären i Palermo, men lånades ut till en rad olika klubbar för att skaffa sig erfarenhet. Hans första seniorsäsong med Palermo var 2005/2006 då han spelade tio matcher i Serie A. Han lånades därefter ut till Siena innan han 2007/2008 åter fick representera hemstaden i Serie A.
4 juni 2008 såldes Rinaudo för ca 6 miljoner euro till Napoli där han gavs ett femårskontrakt värt runt 800 000 euro per säsong. Efter 37 matcher i ligan och ytterligare ett par i Europa under sina två första säsonger med klubben lånades han ut till Juventus FC för säsongen 2011/2011.
Det blev dock bara en match för "Juve" och under våren gick han skadad.
I januari 2012 lånades Rinaudo ut till Serie A-nykomlingen Novara. Han spelade totalt fem matcher för klubben, men kunde inte hjälpa till att rädda dem kvar i högsta serien och under sommaren återvände han till Napoli.
Rinaudo blev sommaren 2013 tillfälligt kontraktslös då hans kontrakt med Napoli gick ut. Han provspelade en tid med Livorno och i slutet av augusti kom Rinaudo och klubben överens om ett kontrakt och Rinaudo blev klar att representera Livorno. Rinaudo spelade hela säsongen för Livorno, men klubben åkte ur Serie A och valde att inte förlänga kontraktet.
I slutet av juli 2014 skrev Rinaudo istället på för Serie B-nykomlingen Virtus Entella.